# The Underground EP
The Underground EP (englisch für „die Untergrund-EP“) ist eine EP der US-amerikanischen Rapgruppe D12. Sie ist die erste Veröffentlichung der Band und erschien 1997 über das Label Real Entertainment. Am 10. Juli 2007 wurde der Tonträger erneut über UnderWorld Entertainment unter dem Namen The Dirty Dozen veröffentlicht.

## Besetzung
Auf den Liedern der EP sind die damaligen sieben D12-Mitglieder Bizarre, Bugz, Kon Artis, Kuniva, Proof, Eminem und Eye-Kyu zu hören. Bizarre, Proof und Kon Artis sind an acht der zehn Songs beteiligt und somit am meisten vertreten. Es folgen Kuniva mit sechs sowie Bugz, der 1999 vor dem kommerziellen Durchbruch der Band erschossen wurde, mit fünf Beiträgen. Eminem ist lediglich auf den Tracks Filthy, Chance to Advance und Bring Our Boys zu hören. An letzteren beiden ist außerdem der Rapper Eye-Kyu, der beim kommerziellen Durchbruch nicht mehr zur Gruppe gehörte, beteiligt.

## Produktion
Die EP wurde von dem Musikproduzent DJ Head und Mr. Porter (Kon Artis) produziert.

## Covergestaltung
Das EP-Cover zeigt das D12-Logo in Weiß auf schwarzem Hintergrund. Am unteren Bildrand steht der weiße Schriftzug The Underground EP. Das Cover der Wiederveröffentlichung von 2007 zeigt die Gesichter der D12-Mitglieder Proof, Eminem, Kuniva, Swift (der gar nicht auf der EP zu hören ist, weil er zur Entstehungszeit noch kein Mitglied der Gruppe war), Bizarre und Kon Artis. Im Vordergrund befindet sich das D12-Logo in Weiß und am unteren Bildrand steht der Titel the dirty dozen in Orange.

## Titelliste
| #  | Titel                  | Länge | Besetzung                               |
| -- | ---------------------- | ----- | --------------------------------------- |
| 1  | 6 Reasons              | 4:18  | Bizarre, Bugz, Kon Artis, Kuniva, Proof |
| 2  | Art of War             | 5:24  | Bizarre, Bugz, Kon Artis, Kuniva, Proof |
| 3  | Derelict Theme         | 4:31  | Bizarre, Kon Artis, Kuniva              |
| 4  | Chance to Advance      | 5:10  | Bizarre, Eminem, Eye-Kyu, Proof         |
| 5  | Activity as Phuctivity | 6:06  | Bizarre, Bugz, Kon Artis, Kuniva, Proof |
| 6  | Filthy                 | 3:15  | Bizarre, Eminem, Kon Artis, Proof       |
| 7  | Fuck Battlin           | 5:57  | Bizarre, Bugz, Kon Artis, Kuniva, Proof |
| 8  | Cock and Squeeze       | 5:06  | Bugz, Kon Artis, Proof                  |
| 9  | Bring Our Boys         | 4:34  | Bizarre, Eminem, Eye-Kyu, Proof         |
| 10 | Bad News               | 4:08  | Kon Artis, Kuniva                       |